# Augusto di Svezia
Augusto di Svezia e di Norvegia, nome completo Nikolaus August Bernadotte (Ekerö, 24 agosto 1831 – Stoccolma, 4 marzo 1873), è stato principe di Svezia e di Norvegia e duca di Dalarna.

## Famiglia d'origine
Augusto fu il minore dei figli di re Oscar I di Svezia e della sua consorte Giuseppina di Leuchtenberg, al momento della sua nascita principi ereditari della corona di Svezia e di Norvegia.
I suoi nonni paterni furono Jean-Baptiste Jules Bernadotte, re di Svezia e di Norvegia con il nome di Carlo XIV/IV, e la regina Désirée Clary; quelli materni Eugenio di Beauharnais, duca di Leuchtemberg e Augusta di Baviera, nata principessa di Baviera.

## Biografia
Augusto compì i suoi studi, dal 1849 al 1853, presso l'Università di Uppsala ma il suo interesse maggiore fu la carriera militare. Fece il suo ingresso nell'esercito nel 1847 e, nel 1872, ricevette il grado di generale d'artiglieria.
Durante gli ultimi anni della sua vita si occupò della realizzazione di una fondazione di volontari per assicurare l'assistenza medica ai soldati durante le campagne militari.
Il 16 aprile 1864 si sposò con la principessa Teresa di Sassonia-Altenburg, figlia del principe Edoardo di Sassonia-Altenburg e della principessa Amalia di Hohenzollern-Sigmaringen. La coppia non ebbe figli.
Dopo una breve malattia, il principe Augusto morì nel Palazzo Reale di Stoccolma il 4 marzo 1873, all'età di quarantuno anni.

## Albero genealogico
|                              |                          |                                                    | Genitori                                               |  |  | Nonni |  |  | Bisnonni              |  |  | Trisnonni       |  |
|                              |                          |                                                    |                                                        |  |  |       |  |  | Jean Henri Bernadotte |  |  | Jean Bernadotte |  |
|                              |                          |                                                    |                                                        |  |  |       |  |  | Jean Henri Bernadotte |  |  | Jean Bernadotte |  |
|                              |                          | Marie du Pucheu                                    |                                                        |  |  |       |  |  | Jean Henri Bernadotte |  |  |                 |  |
| Carlo Giovanni XIV di Svezia |                          |                                                    |                                                        |  |  |       |  |  | Jean Henri Bernadotte |  |  |                 |  |
|                              |                          | Jeanne de Saint Vincent                            | Jean de Saint Vincent                                  |  |  |       |  |  |                       |  |  |                 |  |
|                              |                          | Jeanne de Saint Vincent                            | Jean de Saint Vincent                                  |  |  |       |  |  |                       |  |  |                 |  |
|                              |                          | Jeanne de Saint Vincent                            | Marie d'Abbadie de Sireix                              |  |  |       |  |  |                       |  |  |                 |  |
| Oscar I di Svezia            |                          | Jeanne de Saint Vincent                            |                                                        |  |  |       |  |  |                       |  |  |                 |  |
|                              |                          | François Clary                                     | Joseph Clary                                           |  |  |       |  |  |                       |  |  |                 |  |
|                              |                          | François Clary                                     | Joseph Clary                                           |  |  |       |  |  |                       |  |  |                 |  |
|                              |                          | François Clary                                     | Françoise Agnes Ammoric                                |  |  |       |  |  |                       |  |  |                 |  |
| Désirée Clary                |                          | François Clary                                     |                                                        |  |  |       |  |  |                       |  |  |                 |  |
|                              |                          | Françoise Rose Somis                               | Joseph Ignace Somis                                    |  |  |       |  |  |                       |  |  |                 |  |
|                              |                          | Françoise Rose Somis                               | Joseph Ignace Somis                                    |  |  |       |  |  |                       |  |  |                 |  |
|                              |                          | Françoise Rose Somis                               | Catherine Rose Soucheiron                              |  |  |       |  |  |                       |  |  |                 |  |
| Augusto di Svezia            |                          | Françoise Rose Somis                               |                                                        |  |  |       |  |  |                       |  |  |                 |  |
|                              | Alexandre de Beauharnais | François V de Beauharnais                          |                                                        |  |  |       |  |  |                       |  |  |                 |  |
|                              | Alexandre de Beauharnais | François V de Beauharnais                          |                                                        |  |  |       |  |  |                       |  |  |                 |  |
|                              | Alexandre de Beauharnais | Marie Anne Henriette Françoise Pyvart de Chastulle |                                                        |  |  |       |  |  |                       |  |  |                 |  |
| Eugenio di Beauharnais       | Alexandre de Beauharnais |                                                    |                                                        |  |  |       |  |  |                       |  |  |                 |  |
|                              |                          | Giuseppina de Tascher de la Pagèrie                | Joseph-Gaspard de Tascher de La Pagerie                |  |  |       |  |  |                       |  |  |                 |  |
|                              |                          | Giuseppina de Tascher de la Pagèrie                | Joseph-Gaspard de Tascher de La Pagerie                |  |  |       |  |  |                       |  |  |                 |  |
|                              |                          | Giuseppina de Tascher de la Pagèrie                | Rose-Claire des Vergers de Sanois                      |  |  |       |  |  |                       |  |  |                 |  |
| Giuseppina di Leuchtenberg   |                          | Giuseppina de Tascher de la Pagèrie                |                                                        |  |  |       |  |  |                       |  |  |                 |  |
|                              |                          | Massimiliano I di Baviera                          | Federico Michele di Zweibrücken-Birkenfeld             |  |  |       |  |  |                       |  |  |                 |  |
|                              |                          | Massimiliano I di Baviera                          | Federico Michele di Zweibrücken-Birkenfeld             |  |  |       |  |  |                       |  |  |                 |  |
|                              |                          | Massimiliano I di Baviera                          | Maria Francesca del Palatinato-Sulzbach                |  |  |       |  |  |                       |  |  |                 |  |
| Augusta di Baviera           |                          | Massimiliano I di Baviera                          |                                                        |  |  |       |  |  |                       |  |  |                 |  |
|                              |                          | Augusta Guglielmina d'Assia-Darmstadt              | Giorgio Guglielmo d'Assia-Darmstadt                    |  |  |       |  |  |                       |  |  |                 |  |
|                              |                          | Augusta Guglielmina d'Assia-Darmstadt              | Giorgio Guglielmo d'Assia-Darmstadt                    |  |  |       |  |  |                       |  |  |                 |  |
|                              |                          | Augusta Guglielmina d'Assia-Darmstadt              | Maria Luisa Albertina di Leiningen-Dagsburg-Falkenburg |  |  |       |  |  |                       |  |  |                 |  |
|                              |                          | Augusta Guglielmina d'Assia-Darmstadt              |                                                        |  |  |       |  |  |                       |  |  |                 |  |